# Samurai Shodown II
Chamado originalmente de Shin Samurai Spirits: Haohmaru jigokuhen, conhecido no ocidente como Samurai Shodown II, é um jogo criado pela SNK (empresa japonesa de videogames), sendo a continuação de Samurai Shodown.
Lançado originalmente para arcade e Neo Geo, o jogo ganhou versão para várias plataformas, desde os videogames de 16-bits de meados dos anos 1990, até, mais recentemente, para smartphones com sistema Android e iOS.

## Enredo
Um ano depois do incidente em Nagasaki, a vida volta ao normal no Japão. Shinzo é encontrado desacordado num cemitério. Ao acordar, ele se lembra do que tinha acontecido, depois de um ano em coma. Ele faz o sinal de bruxaria no chão e desperta Ambrosia, que estava selada. No começo, Ambrosia entra em acordo com ele, mas, sem Amakusa saber, Ambrosia o trai. Ambrosia então vai atrás de outro hospedeiro.
Na cidade de Kyoto, ela encontra uma sacerdotisa xintoísta que rezava pela paz no Japão. Essa mulher tinha uma pedra granada, que servia de fonte de energia para ela obter força para enfrentar o mal. Ambrosia viaja para a América do Sul para roubar a pedra Tanjil, mas enfrenta Tam Tam. Ambrosia o transforma em macaco e o avisa de que ele só voltaria ao normal se juntasse a pedra Tanjil com a pedra Palenke no Japão. Cham Cham, a irmã de Tam Tam, viaja ao Japão para tentar salvar o irmão. Voltando ao Japão, Ambrosia enfrenta a sacerdotisa chamada Mizuki. Ambrosia entra no corpo de Shimi, o cão de Mizuki, e as duas se enfrentam. Mizuki recebe uma mordida de Shimi e ela se transforma. Ela muda de personalidade e passa a se tornar uma ameaça ao Japão. Em posse das duas pedras, Tanjil, Palenke e Mizuki começam a atacar o seu vilarejo, matando todos, deixando o santuário inteiro. Samurais e ninjas de todo o Japão tentam matar Mizuki e Shimi, mas são mortos por ela.
Ambrosia estava furiosa. Ela precisa se vingar de todos. Nesse instante, num templo budista, Nicotine percebe o mal que estava acontecendo e alerta seus dois discípulos, Genjuro e Haohmaru, mas nenhum deles se preocupava. Mulheres nuas protestando no Louvre só se preocupavam em arrumar um jeito de derrotar Haohmaru, pois no passado, ele marcara as suas costas num combate. No céu, Amaterasu convoca novamente os sete samurais. Ela alerta sobre Ambrosia, pois ela estava solta novamente. Charlotte viaja para o Japão e se une a Nakoruru. Ambrosia precisava de comparsas, então ressuscita Gen-an e castiga Mai Shiranui, por ela ter matado-a antes. Como castigo, Mai foi condenada a viver no limbo no tempo, até nascer no ano de 1977. Gen-an revive, mas já planeja usurpar o posto de Ambrosia e se tornar o novo rei do mal. Earthquake se oferece, em busca de tesouros. Charlotte e Nakoruru se juntam a Hanzo, Jubei, Kyoshiro e Ukyo. Agora, os seis precisavam convencer Haohmaru novamente a se juntar a eles na nova missão. Mesmo contra seu gosto, Haohmaru viaja para Kyoto com os seis guerreiros. Galford os segue, para guiar Cham Cham no caminho correto para encontrar as pedras mágicas.
Wan-fu descobre o que estava acontecendo aos guerreiros designados por Amaterasu e resolve ir ao Japão, para derrotá-los juntamente com Ambrosia. Mas percebeu que Ambrosia estava mais forte e desiste do combate. Surge, no encalço de Charlotte, Sieger Neinhalt, cavaleiro nobre de região da Prússia, que queria ajudar Charlotte a derrotar o mal e restaurar a paz na Europa, pois desde lá a presença de Ambrosia era sentida. Com novos aliados, os guerreiros sagrados enfrentam Mizuki em Kyoto. Com o poder de Palenke e Tanjil, Mizuki, que era controlada por Ambrosia através de Shimi, faz com que os sete lutem entre si. No meio da luta, surge Genjuro e fere Haohmaru. Ele cai desacordado. Quando Mizuki ia aproveitar a chance que Haohmaru estava desacordado, surge Amakusa. O seu lado humano aparecera. Mas ele é castigado e volta a ser 100% humano. Shinzo cai desacordado na floresta, para o desespero de Hanzo. Nesse momento, a paisagem ao redor do santuário muda, nascendo montanhas rochosas. Então, é descoberto o plano de Ambrosia, que era ressuscitar Orochi e Zankuro e, juntos, terem um filho que possa derrotar Amaterasu e os guerreiros sagrados. O feto estava se desenvolvendo no olho de Orochi.
Nakoruru reza pela natureza; e com a energia vinda do céu e dos outros guerreiros, ela consegue multiplicar o falcão Mamahaha e derrotar Mizuki. O selo se fecha. Ambrosia é derrotada novamente e o olho de Orochi se fecha, levando o filho dos três para o mundo dos mortos. Devido à energia liberada por Nakoruru, muitos caem desacordados na floresta. Ela cai num bosque; e Poppy, a loba de Galford, a acha. Nakoruru de repente acorda e encontra Galford. Ele se declara para ela e ela avisa que alguma coisa perversa ainda estava maltratando a natureza. Ela sobe aos céus, ganha o status de deusa e avisa as suas irmãs e seus avós que eles teriam que lutar para proteger a natureza também. Para Galford, ela avisa que vai se lembrar dele com carinho.
Haohmaru acorda e Genjuro aparece. Ele planeja matar Haohmaru, mas é impedido por Oshizu, que estava disposta a se sacrificar por ele. Genjuro o poupa e disse que faria isso em outra ocasião. Dessa vez, Haohmaru agradece a Oshizu, mas lamenta por não poder compartilhar com ela bons momentos, pois ele estava treinando para ser o melhor espadachim. Enquanto andava, ele cai desacordado outra vez. Dessa vez, Charlotte se prepara para se declarar a ele, mas Oshizu aparece e frustra os planos dela. Ela então volta à Europa, juntamente com Sieger, que desiste de Charlotte e defende o seu reino, que era invadido por guerreiros. Sieger os derrota e acaba se casando com a filha do rei, tendo Charlotte como testemunha desse casamento. Gen-an planeja acordar Ambrosia, mas é impedido por Ryuhaku Todoh, pois Gen-an queria usar o santuário dos Todoh como castelo. Aconselhado por Azami e pelos seus dois filhos sobreviventes, Gen-an desiste de fazer o mal e volta para casa, pois a sua segunda filha lhe disse que Azami estava esperando um bebê. Gen-an volta para a ilha Onigami e Todoh desaparece com sua filha, vindo parar no futuro. Ele renasce no ano de 1948 e Kasumi no ano de 1980. Earthquake consegue pegar mais tesouros e volta para o Texas com seus comparsas.
Ukyo percebe que sua tuberculose se agrava e resolve pedir para Amaterasu levá-lo aos céus. Ele deixa Kei na Terra; e sempre manda flores de neve para ela em cada início de inverno, até as suas gerações futuras. Kyoshiro Senryo encontra Mizuki desacordada. Ele a acorda e a corteja. Ela aceita o cortejo e, no palco de um teatro kabuki, ela toca e ele dança. Shinzo estava desmaiado na floresta. Ele recebe a energia vital de Kaede, a sua mãe, e acorda. Kaede se sacrifica. Kanzo e Hanzo aparece e a enterram. Depois, cada um se separa no seu caminho. Jubei tenta destruir as pedras Tanjil e Orbi, mas, na hora do seu golpe, elas desaparecem, indo parar na mão de Paku Paku, que era o Tam Tam transformado. Ele volta ao normal; e junto com a Cham Cham, ele volta ao Brasil. Nicotine aprisiona os demônios menores, sendo apoiado por Kuroko. Mas ele espirra e o selo se quebra, liberando-os novamente.

## Personagens
- Haohmaru
- Nakoruru
- Hanzo Hattori
- Galford
- Wan-fu
- Ukyo Tachibana
- Kyoshiro Senryo
- Genan Shiranui
- Earthquake
- Jubei Yagyu
- Charlotte Christine de Colde
- Genjuro Kibagami
- Cham Cham
- Sieger Neinhalt
- Nicotine Caffeine
- Mizuki - The Marauding Deity (Chefe)
- Slick Sukihiro / Kuroko (Secreto)